# Odense
Odense este un oraș în Danemarca.

## Personalități născute aici
- Caroline Wozniacki (n. 1990), jucătoare de tenis.

## Orașe înfrățite
- Kaunas, Lituania[2]
- Klaksvík, Insulele Feroe,
- Kiev, Ucraina,
- Holsteinsborg, Groenlanda